# District de Binh Thanh
Bình Thạnh (Quận Bình Thạnh) est l'un des arrondissements d'Hô Chi Minh-Ville, la plus grande ville du Viêt Nam. 

## Présentation
Sa superficie est de 21 km2 et, en avril 2009, sa population était de 451 526 habitants. 
En 2017, le district a une population de 490 618 habitants.
Cet arrondissement compte vingt quartiers. 
Le nom de Bình Thạnh vient de deux quartiers de l'arrondissement de Gò Vâp, Binh Hoa et Thanh My Tay, qui, en 1976, ont quitté l'arrondissement Gò Vâp créant celui de Bình Thạnh.      
Il est bordé par l'arrondissement de Phu Nhuan, le 1er arrondissement et Go Vap.
Le village touristique de Binh Quoi se trouve au sein de cet arrondissement sur la rivière de Saïgon et est situé dans la péninsule de Thanh Da.

## Vues du district de Binh Thanh

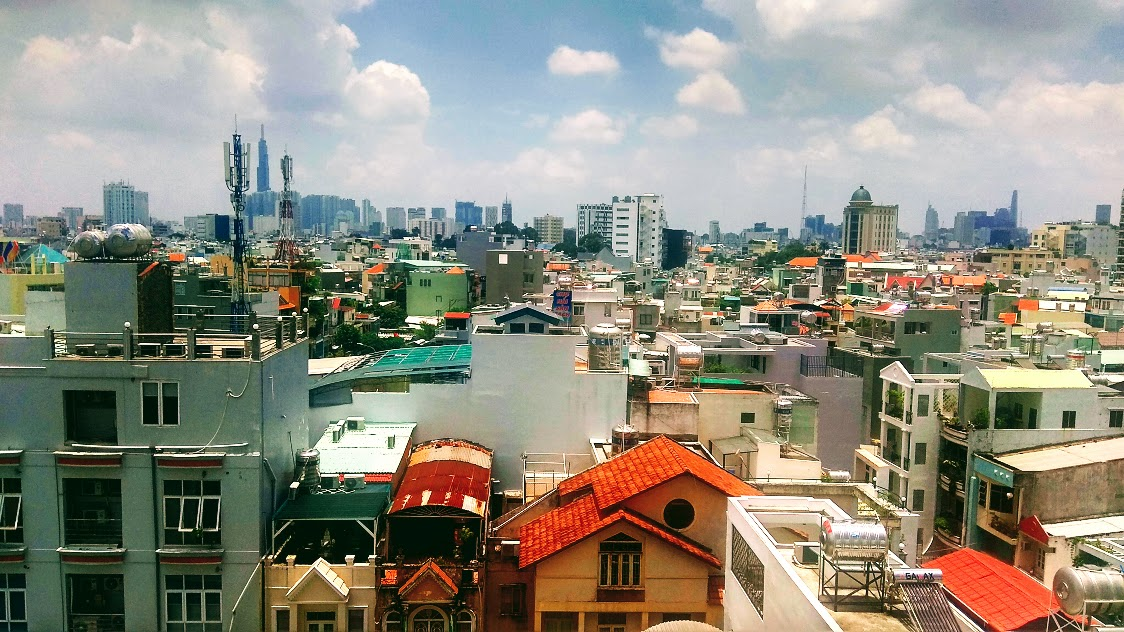
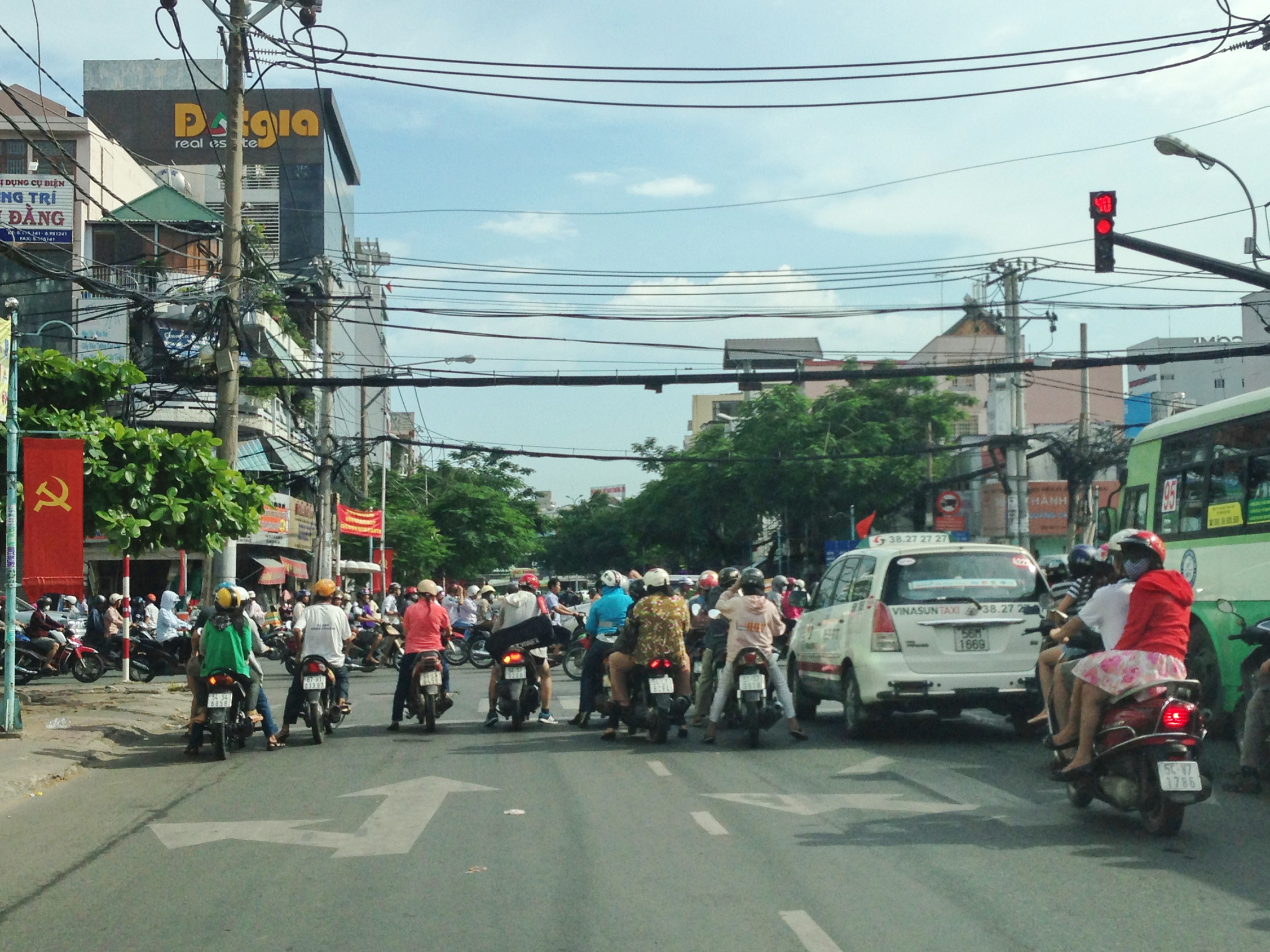

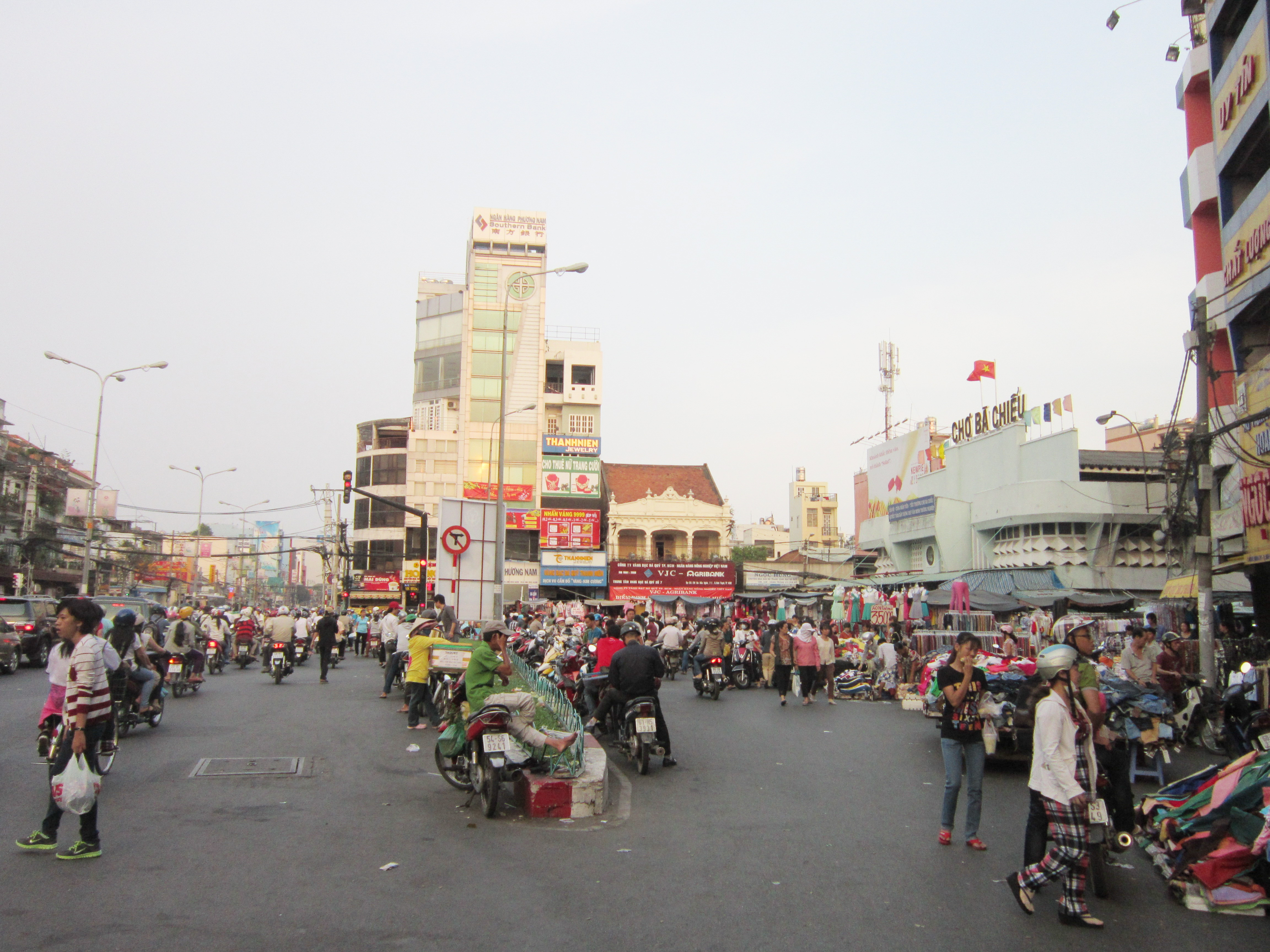
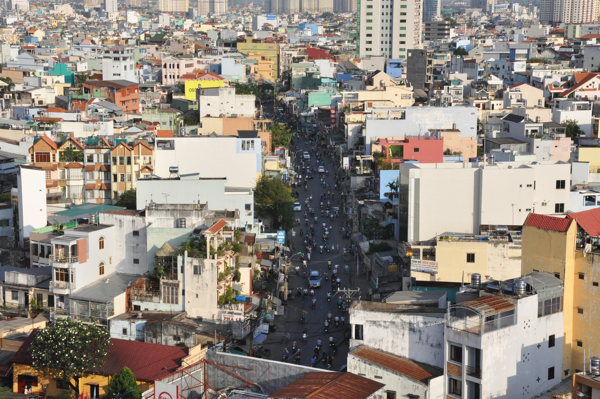
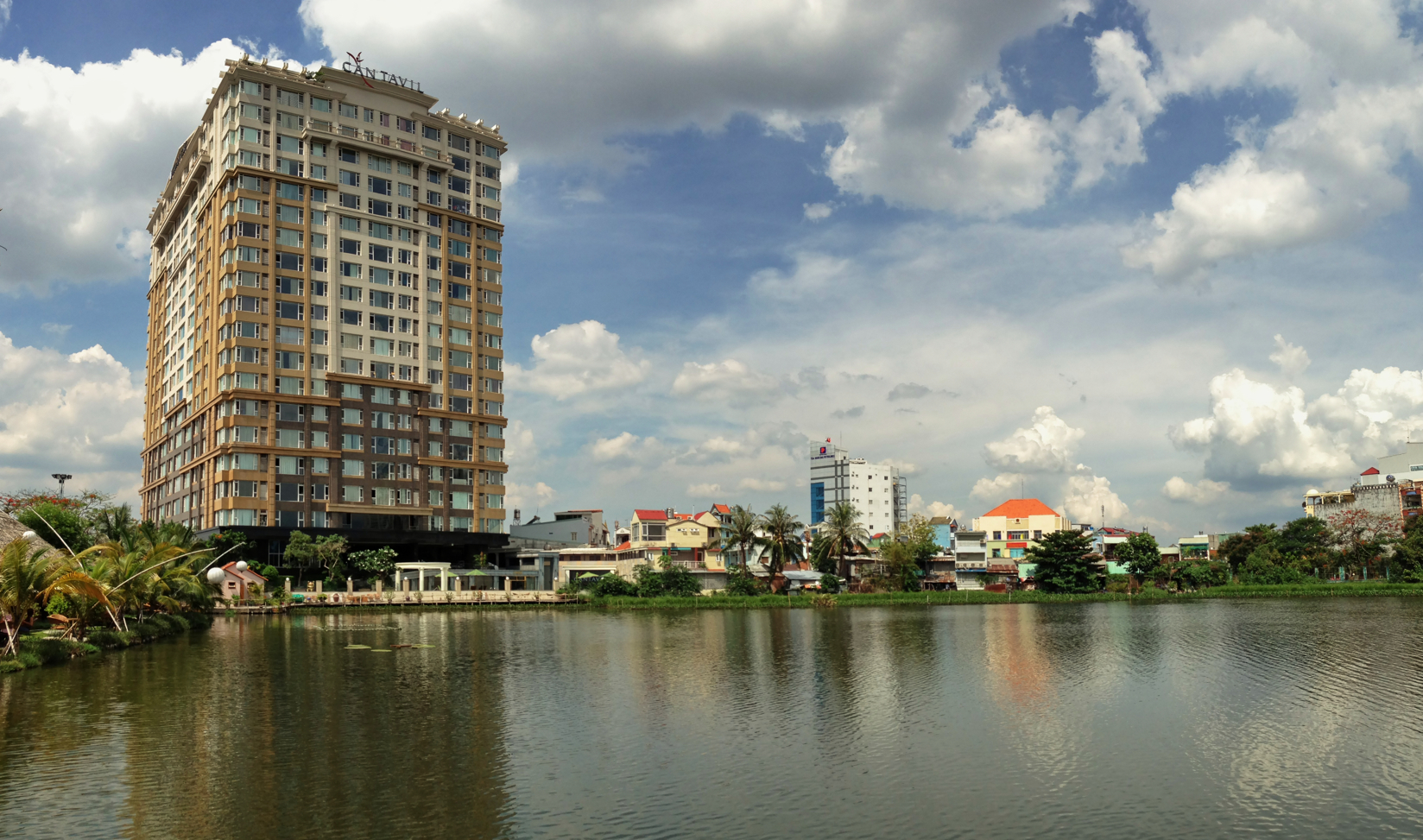
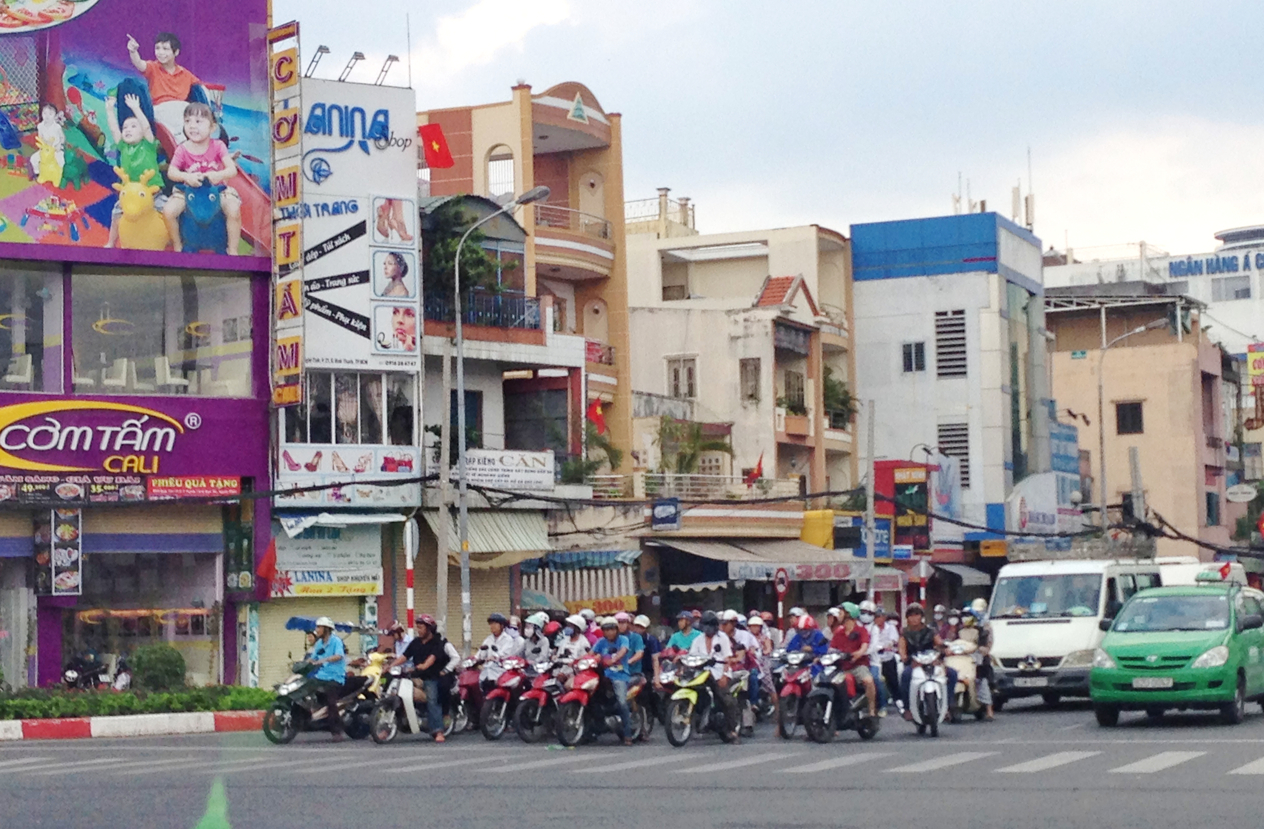

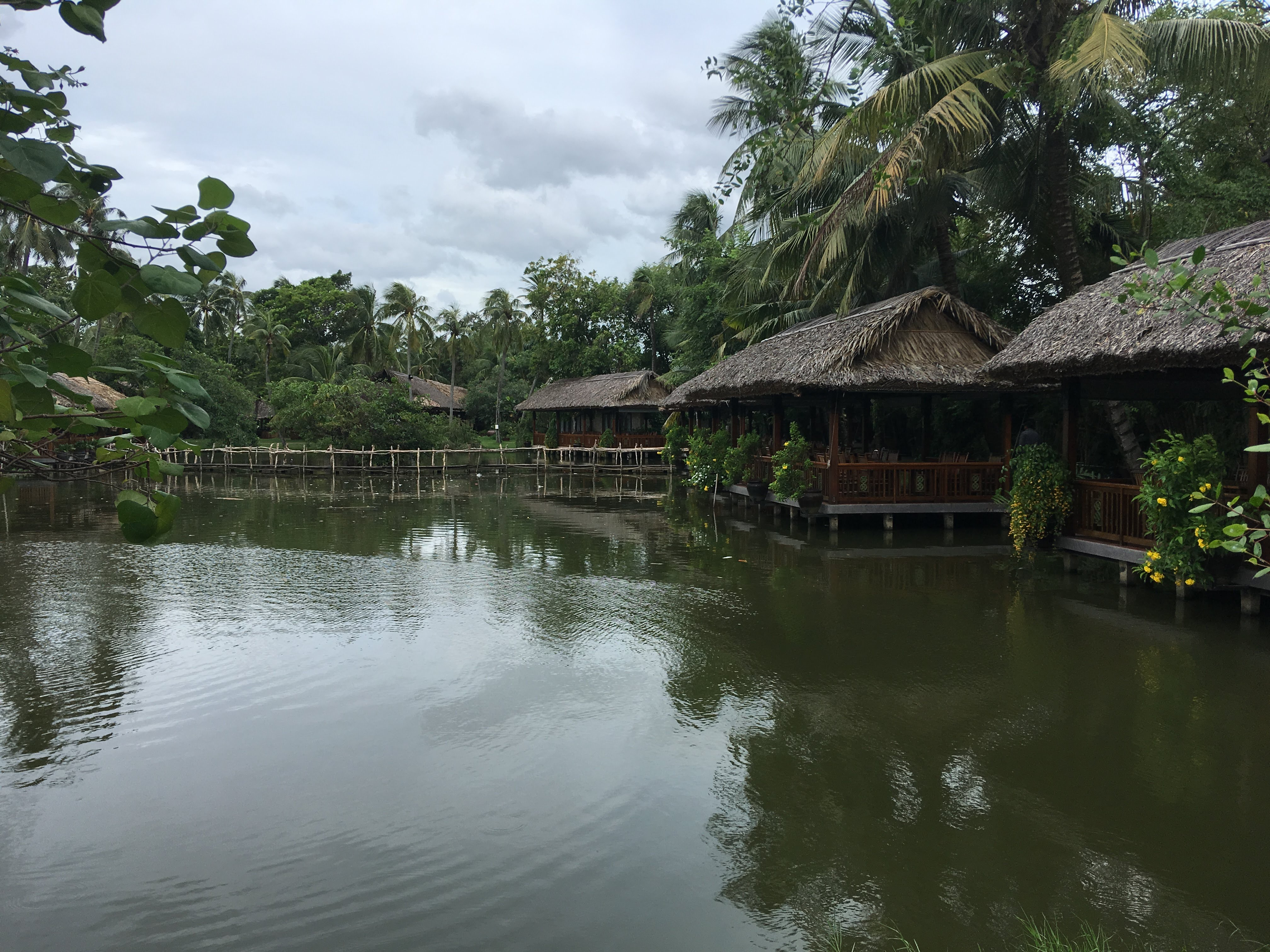
Binh Quoi.
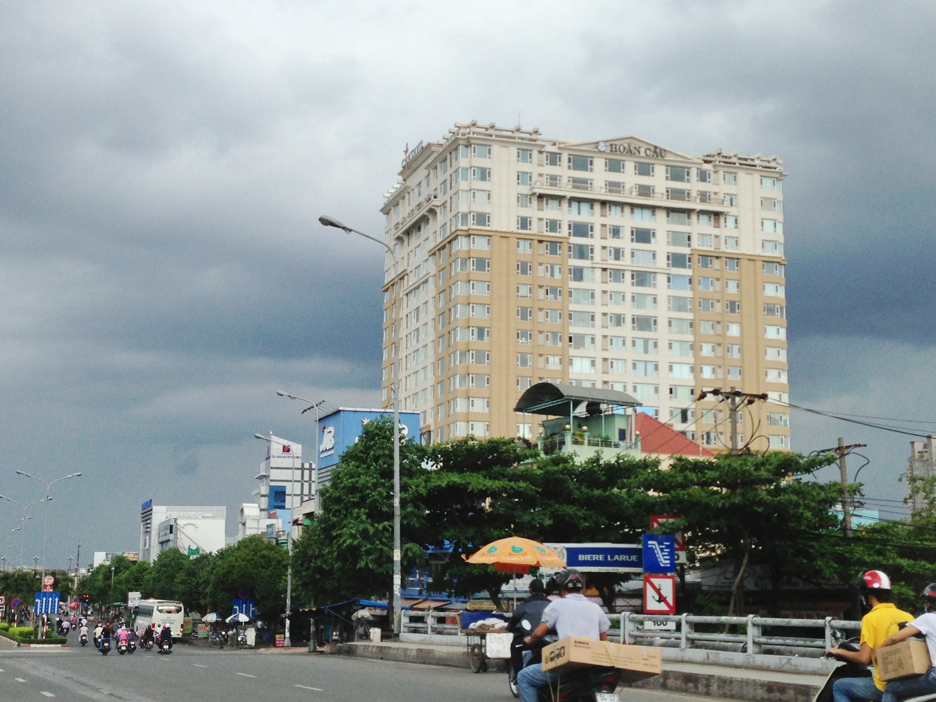